# Pink
Alecia Beth Moore (Doylestown, Pennsilvània, 8 de setembre de 1979), més coneguda pel seu nom artístic Pink (sovint escrit P!nk), és una cantant, compositora, ballarina, acròbata i actriu estatunidenca. Va assolir la fama a principi de la dècada del 2000 al llançar el senzill «There You Go», del seu primer àlbum rhythm and blues Can't Take Me Home, l'abril de 2000, que va obtenir un bon èxit comercial.
El segon àlbum, Missundaztood, més orientat al gènere de pop-rock va marcar un canvi de gènere musical, va ser llançat el novembre de 2001 amb senzills com «Get the Party Started», «Don't Let Me Get Me», «Just Like a Pill» i «Family Portrait», que va ser un gran èxit per tot el món. Pink va llançar un tercer àlbum, Try This, el novembre de 2003, que va tenir menys èxit comercial que l'anterior tot i guanyar un Grammy per Millor Interpretació Vocal Rock Femenina pel senzill «Trouble». El seu quart àlbum, titulat I'm Not Dead, va exir a l'abril de 2006. Se'n van treure diversos senzills d'èxit, incloent-hi «Stupid Girls», «U + Ur Hand» i «Who Knew». El cinquè àlbum, Funhouse, va ser llançat l'octubre de 2008 i va ser precedit pel seu primer senzill número 1 de la llista Billboard Hot 100, «So What». El disc va aconseguir tres entrada a la llista top 20: «Sober», «Please Don't Leave Me» i «Glitter in the Air».
El 15 novembre 2010 va llançar, Greatest Hits… So Far!!!, un primer àlbum de grans èxits en retrospectiva a deu anys de carrera en solitari. D'aquest es desprenen els senzills, «Raise Your Glass» i «Fuckin' Perfect». La revista amricana Billboard la va classificar número 13 de la llista d'artistes de la dècada 2000 i l'artista número ú de cançons pop d'aquesta dècada, els seus àlbums han assolit els primers llocs a les llistes dels Estats Units, Europa, Japó i Austràlia. Ha marcat deu «Billboard Hot 100» als EUA, de les quals vuit com a artista en solitari. Va guanyar dos premis Grammy, cinc MTV Video Music Awards i dos Brit Awards. El programa People's Chartde BBC Radio 1, va classificar Pink l'artista número 11 més escoltada al Regne Unit de la dècada 2000. Pink ha venut milions d'àlbums a tot el món, el 2010 la revista Forbes la va proclamar la 27ena celebritat més poderosa, amb una renda de 44 milions de dòlars entre juny de 2009 i juny de 2010.

## Primers anys
Alecia Beth Moore va néixer a Doylestown, Pennsylvania, filla de Judith Kugel, una infermera d'origen jueva, i James Moore Jr, un catòlic i veterà de la guerra del Vietnam. Els seus avantpassats van emigrar d'Irlanda, Alemanya i Lituània. Pink va créixer a Doylestown, on va assistir a la Kutz Elementary School, Lenape Middle School, ja Central Bucks West High School. El seu pare tocava la guitarra i sovint li cantava cançons. Des de molt jova, Alecia aspirava a esdevenir una estrella de rock. Té un germà, Jason Moore, nascut el 1977. A l'escola secundària, Moore es va unir a la seva primera banda, Middleground, que va ser dissolta després de perdre una concurs de bandes musicals. El seu nom artístic «Pink» és inspirat en el personatge interpretat per l'actor Steve Buscemi (Mr Pink) a la pel·lícula Reservoir Dogs.

## Carrera musical

### 1995-1999: Inicis
Pink desenvolupar la seva veu a primerenca edat. Quan era una jove adolescent, Pink escrivia lletres com una sortida als seus sentiments, i la seva mare va comentar: «els seus escrits inicials van ser sempre molt introspectius. N'hi havia de molt negres i molt profunds, gairebé preocupants». Va començar actuant als clubs de Filadèlfia quan tenia catorze anys i va passar per fases de skater, hip-hopper i gimnasta. El 1995 als setze anys, amb Chrissy Conway i Flanagan Sharon va formar un trio de R&B anomenat «Choice». Van enviar una còpia de llur primera cançó, «Key to My Heart» a la discografia LaFace Records a Atlanta a l'estat de Geòrgia. La cançó «Key to My Heart» va aparèixer a la banda sonora de la pel·lícula Kazaam 1996 del mateix nom.
El productor L.A. Reid va convidar el trio per a una audició. Després d'això, els va proposar un contracte de gravació, cosignat pels pares perquè les noies eren menors de divuit anys. El grup es va mudar a Atlanta. Van treballar amb diferents productors durant dos anys, però no van publicar cap disc. El grup es va dissoldre el 1998. Aleshores Reid la va convèncer llançar-se en solitari.

### 2000—2002: salt a la fama
Pink va signar un contracte discogràfic amb la companyia LaFace Records, una divisió de Sony BMG Music Entertainment. El 1999 va començar a preparar i coproduir el seu àlbum debut, Can't Take Me Home amb Babyface i Steve Ritme que va ser llançat a l'abril de 2000. L'àlbum va aconseguir el 26è lloc a la llista americana Billboard 200 i el 23è a la Billboard Top R&B/Hip-Hop Albums. Hi va obtenir doble platí en vendre més de 2.400.000 exemplars. Els senzills «There You Go» i «Most Girl» van aconseguir el nombre número 1 a Austràlia. El tercer senzill de l'àlbum, «You Make Me Sick», va ser un èxit als Estats Units i al Regne Unit a principi de 2001 on va ser destacat a la pel·lícula Save the Dance. Finalment l'àlbum va vendre més de quatre milions a nivell internacional. La cançó «Split Personality» va ser inclosa en la pel·lícula The Princess Diaries. Va ser l'acte d'obertura de 'N Sync en la seva gira americana a l'estiu del 2000.
El març de 2001, va participar en la banda sonora de la pel·lícula Moulin Rouge! amb la cançó «Lady Marmalade» al costat de Christina Aguilera, Lil 'Kim i Mya, va vendre més de set milions de còpies arreu del món aconseguint el primer lloc a llistes de mig món. Produït pels productors de hip-hop Missy Elliott i Rockwilder, la cançó va encapçalar les llistes en països com Nova Zelanda, el Regne Unit, Austràlia i EUA. L'èxit del senzill va ser ajudat pel seu vídeo, que va ser popular en els canals de música i va guanyar el MTV Video Music Award per Video de l'Any. La cançó va guanyar un premi Grammy. –El primer de Pink– La millor Col·laboració Pop Vocal, i va proporcionar un impuls per a les carreres dels quatre artistes intèrprets o executants. En una entrevista de VH1, Pink va dir que va haver de lluitar amb l'administrador de Christina Aguilera per cantar les parts altes de la cançó.
Va cansar-se de ser comercialitzada com una altra estrella més i volia esdevenir una gran cantautora individual. Pink va donar una nova direcció a la seva música i va exigir més control creatiu durant la gravació d'un segon àlbum. Va signar amb Arista Records, una altra divisió de Sony BMG Music Entertainment. Va contractar l'exvocalista de 4 Non Blondes, Linda Perry. Perry va coescriure i coproduir l'àlbum amb Dallas Austin i Scott Storch. Segons el programa Driven de la cadena VH1, Antonio L.A. Reid a l'inici no era gaire encantat amb la nova música de Pink. L'àlbum es va titular Missundaztood («malentesa») perquè Pink trobava que la gent tenia una imatge equivocada d'ella.
L'àlbum, anomenat Missundaztood va sortir el 21 de novembre de 2001 als Estats Units i a nivell internacional el 2002. El primer senzill, «Get the Party Started» (escrit i produït per Perry) va ser número ú de diversos països europeus, Estats Units i Austràlia. El 2002, al MTV Video Music Awards, el video musical va guanyar en les categories de Millor Video Femení i Millor Video Dance. Els senzills següents van ser: «Don't Let Me Get Me», «Just Like a Pill» i «Family Portrait» també a la ràdio van ser un gran èxit, amb «Just Like a Pill» Pink va tenir el seu primer número ú al Regne Unit.
Gràcies a la cançó «Lady Marmalade» que va ser el primer èxit mundial i els senzills de Missundaztood l'àlbum va arribar vendre 8,4 milions de discs venuts a tot arreu. Missundaztood i «Get the Party Started» van obtenir nominacions als Premis Grammy 2003 al Millor Àlbum Pop Vocal Femení i Millor Interpretació Femenina Vocal Pop, respectivament.

### 2003-2005: Gira Try This i transició musical
A mitjan 2003, Pink va contribuir amb la cançó «Feel Good Time» a la banda sonora de la pel·lícula Els àngels de Charlie: Al límit, en la qual hi havia un paper de cameo com una propietària d'un circuit de motocròs. «Feel Good Time» va ser coescrit pel cantant Beck i produït pel músic William Orbit. Va ser el primer single de Pink en no entrar al top 40 del Billboard Hot 100, si bé va ser un èxit a Europa i Austràlia. Durant el mateix període, va escriure una cançó amb Damon Elliott que va ser llançada a Moodring, un àlbum de Mýa.
«Feel Good Time» va ser inclòs en les edicions internacionals (no nord-americans) del tercer àlbum, Try This, que va ser llançat l'11 de novembre de 2003. Vuit de les tretze cançons van ser coescrites per Tim Armstrong de la banda Rancid, i Linda Perry va aparèixer en l'àlbum com un lletrista i música. L'àlbum va arribar a les deu primeres posicions en les cartelleres d'àlbums més venuts als Estats Units, Canadà, el Regne Unit i Austràlia i es van vendre més de tres milions de còpies a tot el món, per què el consideren un fracàs comercial en comparació al predecessor. Els senzills «Trouble» i «God is a DJ» no van arribar al top quaranta als Estats Units, però sí en altres països, i «Last to Know» va ser llançat com single fora d'Amèrica del Nord.
«Trouble» va fer guanyar a Pink el seu segon premi Grammy (Millor Intrepretacion Femenina Vocal Rock) el 2004, i «Feel Good Time» va ser nominada en la categoria de Millor Col·laboració Pop amb vocals. Pink va recórrer diversos països del món per primera vegada amb la gira Try This, entre d'altres a Europa i Austràlia, on el disc va ser millor rebut. Va gravar un DVD anomenat Pink: Live in Europe llançat el 2005. La cantant el 2005 va prendre un descans per escriure les cançons d'un nou àlbum, i va treballar amb els productors Max Martin, Billymann, Cristóbal Rojas, Butch Walker, Lukasz Gottwald i Josh Abraham. El 2005 va col·laborar amb la seva bona amiga Lisa Marie Presley a la canço «Shine», del seu segon àlbum, Now What.

### 2006-2007: Gira I'm Not Dead i Pink Box
Pink va prendre un descans per escriure les cançons per al seu quart àlbum, I'm Not Dead, que va dir que el títol com a tal perquè «Es tracta d'estar viva i lluitadora i no seure i callar tot i que la gent preferiria això.». Va treballar amb els productors Max Martin, Billy Mann, Christopher Rojas, Butch Walker, Lukasz Gottwald i Josh Abraham en l'àlbum. L'àlbum es va publicar l'abril de 2006 i va ser un èxit considerable arreu al món, particularment a Austràlia. L'àlbum va ser un èxit als Estats Units, al Regne Unit, a Alemanya i Austràlia.
El primer senzill «Stupid Girls» va ser el major èxit de Pink als Estats Units des de 2002 i va obtenir una nominació al premi Grammy per Millor Interpretació Vocal Pop Femenina. El vídeo musical, en la qual paròdia celebritats com Lindsay Lohan, Jessica Simpson, Mary-Kate Olsen, i Paris Hilton, va guanyar el MTV Video Music Award al Millor Vídeo Pop. Els senzills posteriors «Who Knew» i «O + Ur Hand» van ser èxits importants a Austràlia, Europa i els Estats Units. Els singles fora dels Estats Units eren «Nobody Knows», un èxit menor al Regne Unit, Austràlia i Alemanya, «Dear Mr President», una carta oberta al president George W. Bush (amb les Indigo Girls) i un número ú a Bèlgica, una de les cinc èxits a Alemanya, Austràlia i altres països, «Leave Me Alone (I'm Lonely)», un top 40 del Regne Unit i Austràlia els cinc millors, i «'Cuz I Can».
En suport de l'àlbum, Pink es va embarcar en el món amb la gira I'm Not Dead de juny de 2006 a desembre de 2007, va vendre aproximadament 307.000 entrades a Austràlia, donant-li el rècord d'assistència de més concert d'una gira de concerts per una artista femenina. Un dels espectacles de Londres en la gira va ser gravat i llançat com un DVD, Pink: Live from Wembley Arena, on va cantar «What's Up?» de Linda Perry. El 2006, Pink va ser triada per cantar el tema musical per a la NBC Sunday Night Football, «Waiting All The Day For Sunday Night», que és una versió de «I Hate Myself for Lovin 'You» de Joan Jett. Va contribuir amb una cobertura de Rufus «Tell Me Something Good» a la banda sonora de la pel·lícula Happy Feet, i va prestar el seu nom a PlayStation per promoure la PSP, una edició especial de color rosa.
Pink ha col·laborat amb altres artistes el 2006 i 2007, quan va obrir els concerts de Justin Timberlake en el tram nord-americà de la seva gira FutureSex/LoveShow. Va cantar a l'àlbum Indigo Girls. Va escriure una cançó («I Will») per al tercer àlbum de Natalia Druyts, Everything and More, «Outside of You», una altra cançó que co-va escriure, va ser gravada pel cantant de dance-pop Hilary Duff i posat en llibertat en el seu àlbum, Dignity de 2007. Pink va gravar una cançó amb Annie Lennox i 22 artistes femenines per al quart àlbum d'estudi de Lennox en solitari, Songs of Mass Destruction. Titulat «Sing», va ser escrita com un himne per al sida, segons el lloc web de Lennox. El desembre de 2007, va llançar una edició especial Pink Box, que comprèn els seus àlbums del segon al quart i el DVD Pink: Live in Europe, va ser llançat a Austràlia.

### 2008-2010: GiraFunhouse,Live in AustraliaiGreatest Hits… So Far!!!
El 7 d'agost de 2008, el senzill «So What» va ser filtrat a Internet, i va esdevenir un èxit major a Àustralia on en menys de sis hores hi va ser votat número ú a dues emissores. El 22 d'agost, Pink va anunciar una nova cançó titulada «Crystal Ball». El 18 de setembre de 2008, «So What» es va convertir en el primer senzill número ú de la seva carrera a la llista Billboard Hot 100.
Pink va ser la convidada d'honor als Premis de la Música 2008 ÀRIA a Sydney, l'octubre de 2008, on va cantar «So What». El 3 de novembre de 2008, «Funhouse», va debutar en el número u a les llistes d'ÀRIA, va certificar dos discos de platí i la venda de més de 86.000 unitats en la seva primera setmana. La gira «Funhouse Tour» va ser esgotat a tots els concerts a Austràlia, i es van realitzar un total de 58 espectacles a tot el país entre maig i agost de 2009. El Tour va començar a França el 24 de febrer i seguit per Europa fins a mitjan maig, amb el suport de Raygun.
El 23 de novembre de 2008, Pink va llançar unsegon senzill, «Sober» als Premis American Music. El tercer senzill va ser «Please Don't Leave Me», amb un vídeo dirigit per Dave Meyers. El quart senzill de l'àlbum, encara que «Bad Influence» va ser llançat a Austràlia abans de «Funhouse», va ser llançat com a senzill promocional de la gira. El maig de 2009, va llançar un joc de CD's dels quatre àlbums Can't Take Me Home, Missundaztood, Try This i I'm Not Dead, amb exclusió del nou àlbum Funhouse.
El 13 de setembre de 2009, Pink va cantar «Sober» mentre que fa un número de trapezi als MTV Video Music Awards de 2009, en la qual va ser nominada Millor Video Femení. El 31 de gener de 2010, va fer un acte de tela acrobàtica als Premis Grammy 2010, aquest cop interpretant la cançó «Glitter in the Air», cinquè senzill de l'àlbum Funhouse. Va rebre una ovació dempeus. Pink va col·laborar en l'edició del 1985 del senzill benèfic, We Are the World for Haiti. Va anunciar que col·laboraria amb Herbie Hancock pel seu àlbum, The Imagine Project. Hi canta entre d'altres una nova versió de Peter Gabriel «Don't Give Up» amb John Legend. Va aparèixer en una cançó titulada «Won't Back Down» per a l'àlbum de 2010.
El 15 de juliol de 2010, durant una acrobàcia al concert de Nuremberg a Alemanya, va caure d'un arnès que l'hauria hagut de portar damunt el públic. Va ingressar breument a l'hospital, però no va resultar un accident greu i va continuar la gira.
Es van vendre un tres milions d'entrades per als concerts de la gira mundial 2009-2010. Va publicar el mateix any l'àlbum Greatest Hits… So Far!!!, un florilegi de divuit cançons que abasten tota la seva carrera incloent uns nous senzills. El DVD conté a més alguns vídeos en viu. El primer senzill «Raise Your Glass» va ser llançat a la ràdio a l'inici d'octubre. El 7 d'octubre, a causa de l'alta demanda, va ser disponible per descàrrega digital als Estats Units amb un vídeo dirigit per Dave Meyers. El 3 de novembre, Pink va llançar dues noves cançons «Fuckin 'Perfect» i «Heartbreak Down» a la seva pàgina web, extretes de l'àlbum recopilatori Greatest Hits… So Far!!!.
[…]
El 2021, la Federació Europea d'Handbol (EHF) va multar l'equip d'handbol de platja de noruega per no portar el biquini reglementari, que les jugadores refusaven per massa sexista. Pink les va donar suport i ha pagat la multa amb un comentari contra el masclisme i sexisme de la EHF.

## Gires
| any       | nom                          | nombre de concerts |
| --------- | ---------------------------- | ------------------ |
| 2002      | Party                        | 56                 |
| 2004      | Try This                     | 68                 |
| 2006–2007 | I'm Not Dead                 | 138                |
| 2009      | Funhouse                     | 151                |
| 2010      | The Funhouse Summer Carnival | 34                 |
| 2013–2014 | The Truth About Love         | 142                |
| 2018–2019 | Beautiful Trauma World       | 159                |

També va participar a principi de la seva carrera com a acte d'obertura amb en les gires d''N Sync (2001), Lenny Kravitz (2002) i Justin Timberlake (2007).